# 广州出版社
广州出版社是中华人民共和国的一家出版社，社址位于广东省广州市。

## 历史沿革
1992年12月28日，广州出版社成立。
1999年，加盟广州日报报业集团。2008年12月，广州出版社由事业单位转制为国有企业，更名为广州出版社有限公司。